# Chris Joseph
Robin Christopher Joseph (* 10. září 1969, Burnaby, Kanada) je bývalý kanadský hokejový obránce.
Draftován byl v roce 1987 týmem Pittsburgh Penguins v prvním kole. V NHL odehrál celkem 510 zápasů v základní části a 31 v play-off. V základní části vstřelil 39 gólů a zaznamenal 112 asistencí. V play-off 3 góly a 4 asistence.
Na závěr kariéry působil vre Finsku, Německu a Itálii.
Kanadu reprezentoval na MS juniorů 1987 v Piešťanech, kde byl jeho tým po rvačce s týmem Sovětského svazu v posledním zápase diskvalifikován, a na MS juniorů 1988 v Moskvě, kde získal zlatou medaili.